# Zimbabwe van A tot Z

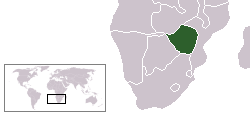
Locatie van Zimbabwe

## A
Aethomys silindensis - Air Zimbabwe - Allez Allez Zimbabwe

## B
Canaan Banana - 
Bantoetalen - 
Byron Black - 
Cara Black - 
Wayne Black - 
Bulawayo

## C
Ryan Cairns - 
Marc Cayeux - 
TC Charamba - 
Chewore - 
Cephas Chimedza - 
Tendai Chimusasa - 
Dickson Choto - 
Moses Chunga - 
Kirsty Coventry

## D
Clifford Dupont - 
Brian Dzingai

## F
Sean Farrell

## G
Brendan Galloway - 
Honour Gombami - 
Nationaal park Gonarezhou - 
Bruce Grobbelaar - 
Groot Zimbabwe - 
Archford Gutu

## H
Harare - 
Ian Hutchings - 
Denis Hutchinson

## I
ISO 3166-2:ZW

## J
Axcil Jefferies - 
Timothy Jones - 
Tony Johnstone - 
Brendon de Jonge

## K
Kalibusiswe Ilizwe leZimbabwe - 
Nasho Kamungeremu - 
Ovidy Karuru - 
Karibameer - 
Khami

## L
Lijst van Staatshoofden van Zimbabwe - 
Lijst van vlaggen van Zimbabwaanse gemeenten - 
Lijst van vlaggen van Zimbabwe - 
Limpopo (rivier)

## M
Ngonidzashe Makusha - 
Mana Pools - 
Manicaland - 
Mark Marabini - 
Mashonaland Central - 
Mashonaland East - 
Mashonaland West - 
Masvingo (provincie) - 
Matabeleland North - 
Matabele - 
Peter Matkovich - 
Matoboheuvels - 
Mark McNulty - 
Movement for Democratic Change - 
Oliver Mtukudzi - 
Robert Mugabe - 
Nyasha Mushekwi - 
Knowledge Musona - 
Mutare - 
Abel Muzorewa - 
Benjani Mwaruwari

## N
Marvelous Nakamba - 
Milton Ncube - 
Paula Newby-Fraser - 
Joshua Nkomo - 
Noord-Ndebele (taal) - 
Noord-Ndebele (volk) - 
Noord-Rhodesië - 
Tschabalala Nqobizitha - 
Nyaminyami - 
Nyassaland - 
Vusumuzi Nyoni

## P
Barry Painting - 
Nick Price - 
Provincies van Zimbabwe

## R
Cecil Rhodes - 
Rhodesië - 
Rhodesië (republiek) - 
Phil Ritson - 
Rozalla

## S
Sapi - 
Selous Scouts - 
Shona (taal) - 
Shona (volk) - 
Ian Smith - 
Luke Steyn

## T
Obidiah Tarumbwa - 
Sharon Tavengwa - 
Torwa-dynastie - 
Morgan Tsvangirai

## U
Kevin Ullyett

## V
Venda (taal) - Venda (volk) - Victoriawatervallen - Vlag van Zimbabwe

## W
Denis Watson - 
Wijnbouw in Zimbabwe - 
Mike Williams

## Z
Zambezi - 
ZANU - 
Brian Zengeni - 
Zimbabwe - 
Zimbabwe Afrikaanse Nationale Unie - 
Zimbabwaans cricketelftal - 
Zimbabwaans rugbyteam - 
Zimbabwaans voetbalelftal (mannen) - 
Zimbabwaans voetbalelftal (vrouwen) - 
Zimbabwaanse dollar - 
Zimbabwe - 
Zuid-Rhodesië - 
.zw